# Cuqueron
Cuqueron är en kommun i departementet Pyrénées-Atlantiques i regionen Nouvelle-Aquitaine i sydvästra Frankrike. Kommunen ligger i kantonen Monein som tillhör arrondissementet Oloron-Sainte-Marie. År 2022 hade Cuqueron 189 invånare.

## Befolkningsutveckling
Antalet invånare i kommunen Cuqueron
| Referens: INSEE |